# Укранимафильм
Украинская киностудия анимационных фильмов или Киностудия «Укранимафильм» (укр. Українська кіностудія анімаційних фільмів, Кіностудія «Укранімафільм») — украинская государственная анимационная киностудия. Создана в 1959 году. Ликвидирована в 2019 году путём присоединения к Национальному центру Александра Довженко.

## История
В 1959 году на базе киностудии Киевнаучфильм было создано Творческое объединение художественной мультипликации. Первым художественным руководителем стал Ипполит Лазарчук. Первоначально студия работала только над рисованными фильмами. Дебютным фильмом, созданным творческим объединением, стала 20-минутная картина «Приключения Перца», работа над которой длилась два года. В 1960-е годы была начата работа c кукольной анимации. В эти годы на студии работали режиссёры Леонид Зарубин, Валентина Костылева, Владимир Кирик, Анатолий Трифонов и художники Яков Горбаченко, Наталья Охотимская, Юрий Скирда, Николай Чурилов. Первым международным успехом стал короткометражный мультфильм Аллы Грачёвой «Медвежонок и тот, кто живёт в речке», получивший приз «Золотая туфелька» в Чехословакии.
В 1966 году для нужд студии на улице Киото в Киеве был построен специальный комплекс. К концу 1960-х — началу 1970-х года была сформирована школа, снимающая анимацию на основе украинской культуры. По мотивам украинских песен режиссёром Ириной Гурвич были сняты «Как женщины мужчин продавали» (1972) и «Как мужчины женщин проучили» (1976). Самыми известными работами студии в 1960—1970-е годы стала серия мультфильмов «Казаки» и «Приключения капитана Врунгеля», а в 1980-е — мультфильм «Капитошка».
В 1990 году студия была переименована в «Укранимафильм». 1990-е годы ознаменовались для студии уменьшением финансирования и как следствие — сокращения производства мультфильмов. В 2003 году «Укранимафильм» начал выпускать мультфильмы с применением технологии 2D и 3D-анимации. В 2002 году вышел «Шёл трамвай девятый номер» Степана Коваля, а в 2004 году «Засыплет снег дороги» Евгения Сивоконя. С 2005 года при киностудии действуют курсы режиссёров-мультипликаторов.
В марте 2007 года директор «Укранимафильма» Виктор Слепцов заявил, что киностудия оказались на гране банкротства, поскольку в течение 15 месяцев Министерство культуры Украины затягивало процедуру рассмотрения новых мультфильмов. После этого Минкульт выделил «Укранимафильма» 170 тысяч гривен на погашение долгов за коммунальные услуги.
В 2016 году киностудия объявила о том, что запрещает использование своих фильмов на неподконтрольных Украине территориях.
В 2019 году для недопущения банкротства «Укранимафильм» был присоединён к Национальному центру Александра Довженко.

## Работы
Полный список мультфильмов киностудии «Укранимафильм», о которых есть статьи в Википедии, смотрите здесь.
- серия мультфильмов «Казаки» (1967—1995)[1]
- «Приключения капитана Врунгеля» (1976—1979)[1]
- «Лень» (1979)[1]
- «Млечный путь» (1980)[1]
- «Семейный марафон», (1981)[1]
- «Сезон охоты» (1981)[1]
- «Золотой цыплёнок» (1981)[1]
- «Алиса в Стране чудес» (1981)[1]
- «Алиса в Зазеркалье» (1982)
- «Савушкин, который не верил в чудеса» (1983)
- «Ненаписанное письмо» (1985)[1]
- «Остров сокровищ» (1988)[1]
- «Страшилки-ужастики» (1993)[1]
- «Перчатка» (1996)[1]
- «Синяя шапочка» (1998)[1]
- «Как у нашего Омелечко …» (1999)[1]
- «Железный волк» (1999)[1]
- «Светлая личность» (2001)[1]
- «Компромикс» (2002)[1]
- «Война яблок и гусениц» (2004)[1]
- «Пьеса о трёх актёрах» (2004)[1]

## Руководители
- Остахнович Борис Петрович (1965—1988) — директор[8]
- Слепцов Виктор Николаевич (2003—?)[9]
- Сакун Владимир — генеральный директор — продюсер (2010)[10]
- Ахрамович Эдуард Станиславович — генеральный директор — продюсер (2012—2017)[1]
- Лисенбарт Дмитрий Вячеславович — генеральный директор — продюсер (2017—2019)[11][12]